# Gunnar Fornehed
Gunnar Fornehed, född 1930, död 1978, var en svensk datatekniker, chef och PR-man hos Honeywell-Bull och skribent.
Efter hans död sammanställdes några av hans texter (krönikor, kåserier, tekniska artiklar) till en bok, som också ger detaljer om hans liv. Han växte upp i Lindesberg och studerade vid tekniska gymnasiet i Örebro där han tog ingenjörsexamen 1951. Han arbetade först vid Ericsson i Stockholm, men började 1954 sin livslånga karriär vid Honeywell-Bull. Han började som datatekniker, men blev snart säljare. 1961 var han filialchef i Malmö och senare blev han företagets PR-ansvarig.
Bland hans mer kända kåserier från början av 1970-talet är "Vart tar alla gamla datorexperter vägen?" som låter en bilförsäljare snacka datorjargong. Bland annat kallas hjulen för "markkontaktenheter".